# 2021-es Extreme E-bajnokság
A 2021-es Extreme E-bajnokság az Extreme E elektromos terepverseny-sorozat első szezonja volt. Április 3-án kezdődött a Szaúd-Arábiában található Desert X-Prix-szel. A versenyeken 9 csapat 18 versenyzője vett részt. Az első szezon bajnokai Johan Kristoffersson és Molly Taylor lettek, akik a 2016-os Formula–1 világbajnokság győztese, Nico Rosberg által indított Rosberg X Racing színeiben indultak.

## Versenynaptár
2019. december 17-én hirdették ki az ideiglenes versenynaptárat, amelynek szezonja 2021 januárjában kezdődött volna el Szenegálban, de a koronavírus-járvány miatti korlátozások miatt a szezon kezdete 2021 tavaszára tolódott, és a nepáli verseny helyére az argentin Ushuaia verseny érkezett. 2021. június 11-én a szervezők közölték, hogy törölték az argentin és a brazil fordulót a növekvő járványveszély miatt. Július végén hirdették ki az olasz Szardínia futamot.  Októberben bemutatták a Dorsetben, Angliában megrendezésre került új idényzáró, Jurassic X-Prix-t, amelynek a pontos helyszíne a Jurassic Coast, ami a Világörökség része.
| Forduló               | Dátum                  | Verseny            | Helyszín                  |
| --------------------- | ---------------------- | ------------------ | ------------------------- |
| 1                     | 2021. április 3–4.     | Desert X-Prix      | AlUla, Szaúd-Arábia       |
| 2                     | 2021. május 29–30.     | Ocean X-Prix       | Lac Rose, Szenegál        |
| 3                     | 2021. augusztus 28–29. | Arctic X-Prix      | Kangerlussuaq, Grönland   |
| 4                     | 2021. október 23–24.   | Island X-Prix      | Szardínia, Olaszország    |
| 5                     | 2021. december 11–12.  | Jurassic X-Prix    | Dorset, Anglia            |
| Törölt versenyek:     |                        |                    |                           |
|                       | 2021. május 14–15.     | Mountain X-Prix    | Kali Gandaki Gorge, Nepál |
| 2021. október 23–24.  | Amazon X-Prix          | Santarém, Brazília |                           |
| 2021. december 11–12. | Glacier X-Prix         | Ushuaia, Argentína |                           |

### Lebonyolítás
Az 1. fordulóban egy időmérőt és több versenyt rendeztek meg, több résztvevővel. Az elődöntőn három autó vett részt, amelyből 2 egység jutott a döntőbe. Az "őrült verseny"-ben a már kiesett csapatok küzdhettek az utolsó helyekért. A formátumot a 2. fordulóra módosították. Szenegálban két elődöntöt tartották, melyekből két-két gárda jutott tovább a döntőbe, melyen négyen vettek részt. Ezenkívül itt került bevezetésre a "szuper szektor" is, ahol öt extra pontot kap az adott szakaszt leggyorsabban teljesítő istálló autója. Grönlandra ismét módosult a formátum, mely szerint az öt autóból álló döntőből, az első helyen célba érő továbbment a "shoot out" körbe, vagyis az "őrült verseny"-be. Továbbá bevezettek egy 9. helyig járó, új pontrendszert is.

## Csapatok

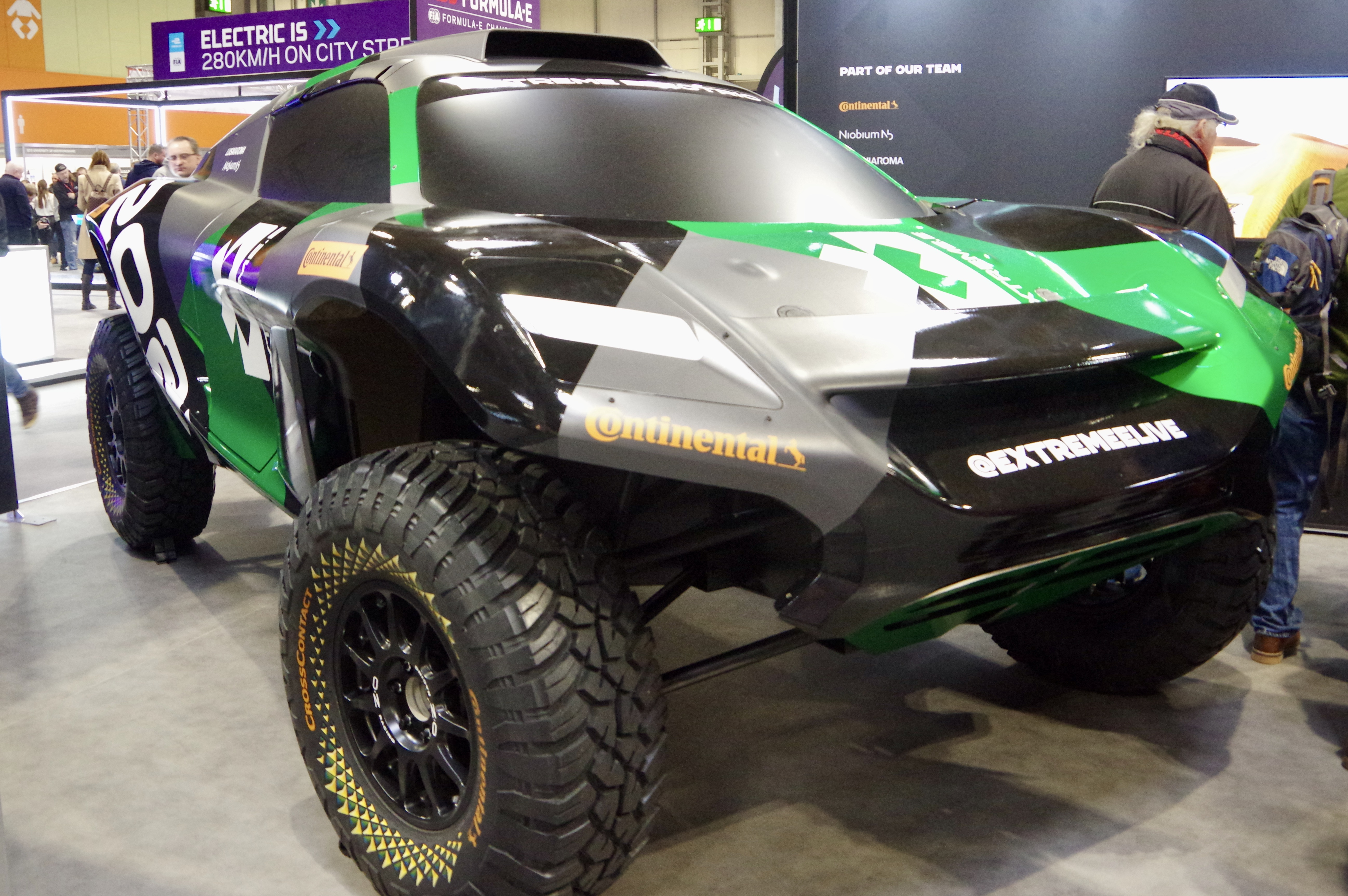
Extreme E autó: az Odyssey 21

A következő csapatok és pilóták versenyeztek a 2021-es bajnokságban. Valamennyi csapat a Spark Racing Technology által gyártott Odyssey 21 elektromos terepjárók egyikét használta. Minden alakulat egy férfi és egy női versenyzőből állt, akik közösen vettek részt és azonos feladatokkal rendelkeztek.
| Csapat                                | Rajtszám | Versenyző                 | Forduló |
| ------------------------------------- | -------- | ------------------------- | ------- |
| Veloce Racing                         | 5        | Stéphane Sarrazin         | 1–4     |
| Veloce Racing                         | 5        | Lance Woolridge           | 5       |
| Veloce Racing                         | 5        | Jamie Chadwick            | 1–2, 5  |
| Veloce Racing                         | 5        | Emma Gilmour              | 3–4     |
| Rosberg X Racing                      | 6        | Johan Kristoffersson      | Összes  |
| Rosberg X Racing                      | 6        | Molly Taylor              | Összes  |
| JBXE                                  | 22       | Jenson Button             | 1       |
| JBXE                                  | 22       | Kevin Hansen              | 2–5     |
| JBXE                                  | 22       | Mikaela Åhlin-Kottulinsky | Összes  |
| Andretti United Extreme E             | 23       | Timmy Hansen              | Összes  |
| Andretti United Extreme E             | 23       | Catie Munnings            | Összes  |
| Hispano Suiza Xite Energy Racing Team | 42       | Oliver Bennett            | Összes  |
| Hispano Suiza Xite Energy Racing Team | 42       | Christine GZ              | Összes  |
| Team X44                              | 44       | Sébastien Loeb            | Összes  |
| Team X44                              | 44       | Cristina Gutiérrez        | Összes  |
| Acciona Sainz XE Team                 | 55       | Carlos Sainz              | Összes  |
| Acciona Sainz XE Team                 | 55       | Laia Sanz                 | Összes  |
| Segi TV Chip Ganassi Racing           | 99       | Kyle LeDuc                | Összes  |
| Segi TV Chip Ganassi Racing           | 99       | Sara Price                | Összes  |
| Abt Cupra XE                          | 125      | Mattias Ekström           | Összes  |
| Abt Cupra XE                          | 125      | Claudia Hürtgen[a]        | 1–2     |
| Abt Cupra XE                          | 125      | Jutta Kleinschmidt        | 2–5     |

A bajnokságnak voltak hivatalos tartalék versenyzői, akik egy esetleges üresedés után elfoglalták az adott helyet a csapatoknál. 
| Versenyző          | Forduló |
| ------------------ | ------- |
| Jutta Kleinschmidt | 1–2     |
| Tamara Molinaro    | 3–5     |
| Timo Scheider      | Összes  |

### Versenyzőcserék
| Csapat        | Eredeti versenyző | Helyettes versenyző | Fordulók      | Helyettesítés oka                                        | Forrás        |
| Szezon közben | Szezon közben     | Szezon közben       | Szezon közben | Szezon közben                                            | Szezon közben |
| ------------- | ----------------- | ------------------- | ------------- | -------------------------------------------------------- | ------------- |
| Veloce Racing | Jamie Chadwick    | Emma Gilmour        | 3–4           | más versenyen (W Series) való részvétel                  | [ 32 ]        |
| Veloce Racing | Stéphane Sarrazin | Lance Woolridge     | 5             | közös megegyezéssel való távozás                         | [ 11 ]        |
| JXBE          | Jenson Button     | Kevin Hansen        | 2–5           | csak az 1. fordulóban vett részt                         | [ 33 ]        |
| Abt Cupra XE  | Claudia Hürtgen   | Jutta Kleinschmidt  | 2–5           | megbetegedés miatt az 1. forduló után kihagyja a szezont | [ 34 ]        |

## Eredmények

### Összefoglaló
| Forduló | Verseny         | Időmérő 1        | Időmérő 2        | Időmérő Összetett | Elődöntő 1                  | Elődöntő 2[b]      | Őrült verseny[c]            | Szuper Szektor              | Döntő              |
| ------- | --------------- | ---------------- | ---------------- | ----------------- | --------------------------- | ------------------ | --------------------------- | --------------------------- | ------------------ |
| 1       | Desert X-Prix   | Rosberg X Racing | Team X44         | Team X44          | Rosberg X Racing            | Andretti United XE | Abt Cupra XE                | nem osztották ki            | Rosberg X Racing   |
| 2       | Ocean X-Prix    | Team X44         | Team X44         | Team X44          | Rosberg X Racing            | JBXE               | Segi TV Chip Ganassi Racing | Segi TV Chip Ganassi Racing | Rosberg X Racing   |
| 3       | Arctic X-Prix   | Team X44         | Rosberg X Racing | Team X44          | Team X44                    | Andretti United XE | JBXE                        | Andretti United XE          | Andretti United XE |
| 4       | Island X-Prix   | Team X44         | Team X44         | Team X44          | Segi TV Chip Ganassi Racing | Rosberg X Racing   | JBXE                        | Team X44                    | Rosberg X Racing   |
| 5       | Jurassic X-Prix | Team X44         | Team X44         | Team X44          | Team X44                    | Rosberg X Racing   | Andretti United XE          | Team X44                    | Team X44           |

### Pontrendszer
Minden fordulóban a legjobb 9 versenyző és csapat részesült pontokban mind az időmérőn, mind pedig a versenyen. A 2. fordulótól további 5 pontot kapott az az egység, amely a leggyorsabb volt a "Szuper Szektor"-ban.
| Helyezés   | 1. | 2. | 3. | 4. | 5. | 6. | 7. | 8. | 9. | SS   |
| Időmérő    | 12 | 11 | 10 | 9  | 8  | 7  | 6  | 5  | 4  | 5[d] |
| Versenynap | 25 | 19 | 18 | 15 | 12 | 10 | 8  | 6  | 4  | 5[d] |

### Versenyzők
| Helyezés | Versenyző                         | DES | DES | OCE | OCE | ARC | ARC | ISL | ISL | JUR | JUR | Pont  |
| Helyezés | Versenyző                         | Q   | R   | Q   | R   | Q   | R   | Q   | R   | Q   | R   | Pont  |
| -------- | --------------------------------- | --- | --- | --- | --- | --- | --- | --- | --- | --- | --- | ----- |
| 1.       | Johan Kristoffersson Molly Taylor | 3   | 1   | 2   | 1   | 3   | 5   | 2   | 1   | 2   | 4   | 133   |
| 2.       | Sébastien Loeb Cristina Gutiérrez | 1   | 3   | 1   | 4   | 1   | 4   | 1   | 5   | 1   | 1   | 121   |
| 3.       | Timmy Hansen Catie Munnings       | 4   | 2   | 8   | 9   | 4   | 1   | 6   | 6   | 7   | 3   | 103   |
| 4.       | Mikaela Åhlin-Kottulinsky         | 6   | 6   | 4   | 3   | 8   | 2   | 7   | 3   | 5   | 2   | 102   |
| 4.       | Kevin Hansen                      |     |     | 4   | 3   | 8   | 2   | 7   | 3   | 5   | 2   | 102   |
| 5.       | Carlos Sainz Laia Sanz            | 2   | 4   | 9   | 8   | 6   | 3   | 4   | 7   | 3   | 5   | 90    |
| 6.       | Mattias Ekström                   | 8   | 7   | 3   | 5   | 2   | 7   | 3   | 2   | 4   | 7   | 87    |
| 6.       | Jutta Kleinschmidt                |     |     | 3   | 5   | 2   | 7   | 3   | 2   | 4   | 7   | 87    |
| 7.       | Sara Price                        | 7   | 8   | 7   | 7   | 7   | 9   | 5   | 4   | 8   | 8   | 60    |
| 7.       | Stéphane Sarrazin                 | 9   | Vi  | 5   | 2   | 5   | 6   | 8   | 8   |     |     | 60    |
| 8.       | Kyle LeDuc                        | 7   | 8   | 7   | 7   | 7   | 9   | 5   | 4   | 8   | 8   | 59[e] |
| 9.       | Oliver Bennett Christine GZ       | 5   | 5   | 6   | 6   | 9   | 8   | 9   | 9   | 9   | 9   | 55    |
| 10.      | Jamie Chadwick                    | 9   | Vi  | 5   | 2   |     |     |     |     | 6   | 6   | 48    |
| 11.      | Emma Gilmour                      |     |     |     |     | 5   | 6   | 8   | 8   |     |     | 29    |
| 12.      | Jenson Button                     | 6   | 6   |     |     |     |     |     |     |     |     | 17    |
| 12.      | Lance Woolridge                   |     |     |     |     |     |     |     |     | 6   | 6   | 17    |
| 13.      | Claudia Hürtgen                   | 8   | 7   | Vi  | Vi  |     |     |     |     |     |     | 13    |
| Helyezés | Versenyző                         | DES | DES | OCE | OCE | ARC | ARC | ISL | ISL | JUR | JUR | Pont  |

| Szín   | Eredmény                                      |
| ------ | --------------------------------------------- |
| Arany  | Győztes                                       |
| Ezüst  | 2. helyezett                                  |
| Bronz  | 3. helyezett                                  |
| Zöld   | Pontot szerzett                               |
| Kék    | Pont nélkül vagy helyezetlenül ért célba (Hn) |
| Lila   | Nem ért célba (Ki)                            |
| Piros  | Nem kvalifikálta magát (Nk)                   |
| Fekete | Diszkvalifikálták (Kiz)                       |
| Szürke | Eltiltva (Et)                                 |
| Fehér  | Nem indult (Ni)                               |
| Fehér  | Visszalépett (Vi)                             |
| Fehér  | Verseny törölve (T)                           |

### Csapatok
| Helyezés | Csapat                                | DES | DES | OCE | OCE | ARC | ARC | ISL | ISL | JUR | JUR | Pont  |
| Helyezés | Csapat                                | Q   | R   | Q   | R   | Q   | R   | Q   | R   | Q   | R   | Pont  |
| -------- | ------------------------------------- | --- | --- | --- | --- | --- | --- | --- | --- | --- | --- | ----- |
| 1.       | Rosberg X Racing                      | 3   | 1   | 2   | 1   | 3   | 5   | 2   | 1   | 2   | 4   | 155   |
| 2.       | Team X44                              | 1   | 3   | 1   | 4   | 1   | 4   | 1*  | 5   | 1   | 1*  | 155   |
| 3.       | JBXE                                  | 6   | 6   | 4   | 3   | 8   | 2   | 7   | 3   | 5   | 2   | 119   |
| 4.       | Andretti United XE                    | 4   | 2   | 8   | 9   | 4*  | 1   | 6   | 6   | 7   | 3   | 117   |
| 5.       | Abt Cupra XE                          | 8   | 7   | 3   | 5   | 2   | 7   | 3   | 2   | 4   | 7   | 100   |
| 6.       | Acciona Sainz XE Team                 | 2   | 4   | 9   | 8   | 6   | 3   | 4   | 7   | 3   | 5   | 100   |
| 7.       | Veloce Racing                         | 9   | Vi  | 5   | 2   | 5   | 6   | 8   | 8   | 6   | 6   | 77    |
| 8.       | Segi TV Chip Ganassi Racing           | 7   | 8   | 7*  | 7   | 7   | 9   | 5   | 4   | 8   | 8   | 74[e] |
| 9.       | Hispano Suiza Xite Energy Racing Team | 5   | 5   | 6   | 6   | 9   | 8   | 9   | 9   | 9   | 9   | 63    |
| Helyezés | Csapat                                | DES | DES | OCE | OCE | ARC | ARC | ISL | ISL | JUR | JUR | Pont  |

## Fordítás
- Ez a szócikk részben vagy egészben  a(z)   2021 Extreme E Championship című angol Wikipédia-szócikk ezen változatának fordításán alapul.  Az eredeti cikk szerkesztőit annak laptörténete sorolja fel. Ez a jelzés csupán a megfogalmazás eredetét és a szerzői jogokat jelzi, nem szolgál a cikkben szereplő információk forrásmegjelöléseként.